# تانجیانگ
تانجیانگ (به لاتین: Taijiang District) یک سکونتگاه مسکونی در جمهوری خلق چین است که در فوجو واقع شده‌است.